# Jürgen Ploog
Jürgen Ploog (* 9. Januar 1935 in München; † 19. Mai 2020 in Frankfurt am Main) war ein deutscher Schriftsteller und Publizist. Er studierte Gebrauchsgrafik und war 33 Jahre lang Linienpilot. Seit 1993 widmete er sich ausschließlich dem Schreiben. Er lebte in Frankfurt und Florida.

## Werk

### Überblick
Sein schriftstellerisches Werk umfasst an die 20 Monografien und über 50 kürzere Arbeiten, vorwiegend in den Organen der Underground-Presse publiziert, unter anderem in der politisch-satirischen Zeitschrift Der Metzger. Es steht ganz im Zeichen der von Brion Gysin „entdeckten“ und von William S. Burroughs weiterentwickelten Cut-up-Technik. Sie diente Ploog als adäquates Ausdrucksmittel für seinen Lebensrhythmus als Langstreckenpilot. Die konstanten Ortswechsel, das verschobene Zeitkontinuum, die Desorientierung und die ständigen Déjà-vus-Leben erzeugten dieses Cut-up-Gefühl.
Jürgen Ploogs Werk lässt sich grob in drei Phasen einteilen. Die Frühphase um 1970 ist von stark fragmentierten Cut-ups geprägt, die sich in ihrer Sperrigkeit konventioneller Leserezeption deutlich verweigern. Die zweite Phase, ab Mitte der 70er Jahre, zeichnet sich durch formal gemäßigtere Arbeiten mit loser Episodenstruktur aus, mit der Ploog bis zuletzt experimentierte. In den 80er Jahren erschloss sich Ploog ein weiteres Schaffensfeld im Essay, in dem er sich im Wesentlichen mit Schreiben und Literatur beschäftigte. Zusammen mit Carl Weissner und Walter Hartmann war er Mitherausgeber der alternativen Literaturzeitschrift Gasolin 23.

### Cut-up
Herausragendes Beispiel für Ploogs erste Schaffensphase ist sein Debütroman, Cola-Hinterland, 1969 im Darmstädter Melzer Verlag erschienen. Die Cut-up-Methode wird hier konsequent angewendet. Resultat ist ein stark fragmentierter und offener Text, dessen kausal-chronologische Bezüge weitgehend aufgelöst sind. Skizzenhaft entsteht ein Universum, das Cola-Hinterland, dessen Bewohner durch die verschiedensten Kommunikationsmedien und -kanäle kontrolliert und manipuliert werden. Zwänge, oftmals sexueller Natur, in grotesk-obszönen Szenen exerziert, sind die Folge der medialen Überwachung. Der Text insgesamt wird als Logbuch einer Raumfahrerfigur präsentiert, die als Forschungsreisender durch fremde Welten driftet. Dieser Rahmen legt nahe, Cola-Hinterland auch als Aufzeichnungen einer inneren Reise zu verstehen. Sie hat das Ziel, Bewusstsein unter massenmedialem Bombardement auszuloten. Die Diagnose ist finster: Persönliche Freiheit erscheint unter den medialen Gegebenheiten kaum noch möglich.
Zu den weiteren Cut-up-Veröffentlichungen von Ploog zählen Die Fickmaschine (1970), Sternzeit 23 (1975) und RadarOrient (1976), in denen die in Cola-Hinterland angelegten Themen variiert werden.

### Logbücher
In den späteren Texten von Ploog, wie Pacific Boulevard (1977), Nächte in Amnesien (1980) und Der Raumagent (1993), tritt das Cut-up-Verfahren zugunsten einer Episodenstruktur in den Hintergrund. Damit gestaltete Ploog individuelle Wirklichkeitserfahrung und -verarbeitung als fortrankende Wucherung aus Erinnerungen, Erlebnissen, Träumen und Phantasien zu privaten Logbüchern introspektiver Forschungsreisen. Die Episodenstruktur findet sich wieder in dem Episodenroman Undercover (2005).

### Essays
Diese Bewusstseinserkundung setzte Ploog auf einer anderen Ebene in seinen Essays fort. Sie kreisen weitestgehend um Literatur und seine Tätigkeit als Schreiber, wie er sich selbst bezeichnete. So näherte sich Ploog in Strassen des Zufalls (1983) dem amerikanischen Schriftsteller William S. Burroughs, der immensen Einfluss auf sein Werk ausübte. In Rückkehr ins Coca & Cola Hinterland (1995) legte Ploog Rechenschaft über das eigene Schreiben ab, das er als Erkundungen eines „Raums hinter den Worten“ begriff. Dahinter standen Bemühungen um die Erweiterung der sprachlichen Ausdrucksmöglichkeiten, denen er ausgehend von der Formel „Sprache=Bewusstsein“ auch eine Expansion der geistigen Fähigkeiten zuschrieb.

### Rezeption
Ploogs Werk ist kultur- und literaturwissenschaftlich selten gewürdigt worden. Zu den Ausnahmen zählen Die Cut-up-Connection (Dokumentarfilm 1998) und Ploog – Tanker (Sammelband, herausgegeben von Florian Vetsch mit Texten von und über Jürgen Ploog 2005). Trotz dieser Bemühungen ist „Jürgen Ploog [...] im deutschsprachigen Literaturbetrieb immer der Fremde geblieben; einer allerdings dem anzunähern sich lohnt.“ (Arne Rautenberg: Im Hinterland der Worte. Jürgen Ploog – Deutschlands letzter Beatnik-Poet. In: Neue Zürcher Zeitung (16. Juli 2005))

### Grafik
Den grafischen Einfluss Ploogs auf seine Werke zeigt sich nicht nur in den früheren Veröffentlichungen von Gasolin 23, sondern auch später bei den Veröffentlichung von Undercover. Das Cover, das äußerlich mit dunkel-kühlen Blautönen an ein Krimipaperback erinnert ist letztlich als Kompromiss aus einem Streit zwischen Ploog und dem Verleger Thomas Seeliger entstanden. Die comicartig schwarzweißen Vignetten zu den Kapitelanfängen stammen von Ploog selbst.

## Werke (in Auswahl)
- Cola-Hinterland (Darmstadt: Melzer Verlag 1969)
- Die Fickmaschine. Ein Beitrag zur kybernetischen Erotik (Göttingen: Expanded Media Editions 1970)
- Sternzeit 23 (Göttingen: Shark Editions/Verlag Udo Breger 1975)
- RadarOrient (Berlin: Verlag Jakobsohn 1976)
- Pacific Boulevard (Bonn: Expanded Media Editions 1977)
- Motel USA, Amerikanisches Tagebuch (Nachtmaschine Verlag Basel 1979)
- Nächte in Amnesien. Stories (Basel: Sphinx Verlag 1980)
- Strassen des Zufalls. Über William S. Burroughs & für eine Literatur der 80er Jahre (Bern: Lichtspuren 1983)
- Facts of Fiction. Essays zur Gegenwartsliteratur (Frankfurt: Paria Verlag 1991)
- Black Maria oder Das Echtzeit-Endspiel – Notizen zu Virilio (Ostheim: Verlag Peter Engstler 1992)
- Der Raumagent. Erzählungen (Berlin: Druckhaus Galrev 1993)
- Rückkehr ins Coca & Cola-Hinterland (Ostheim: Verlag Peter Engstler 1995)
- Straßen des Zufalls (überarbeitete Fassung) (Berlin: Druckhaus Galrev  1998)
- Die tote Zone (Ostheim: Verlag Peter Engstler 1998)
- Die letzte Dimension (Ostheim: Verlag Peter Engstler 2002)
- Tanker. Texte von & zu Jürgen Ploog. Herausgegeben von Florian Vetsch. (Herdecke: Rohstoff Verlag 2004)
- Undercover. Episodenroman (Wolfenbüttel: GP German Publishing  2005)
- Simulatives Schreiben (Ostheim: Verlag Peter Engstler 2008)
- Santa Muerte (Ostheim: Verlag Peter Engstler 2011)
- Unterwegssein ist alles – Tagebuch Berlin-New York (Aachen/Zürich: [SIC] – Literaturverlag 2011)
- Lustspuren oder Die Exekution der Sinne (Schönebeck: Molokoprint Verlag 2012 – ISBN 978-3-943603-03-3)
- Nächte in Amnesien (Schönebeck: Molokoprint Verlag 2013 – ISBN 978-3-943603-08-8)
- Word is Virus – Essays. 100 Jahre WSB (Luzern: Der Kollaboratör 2014)
- Radar Orient und tapes von unterwegs 1971-1976 (Schönebeck: Molokoprint Verlag 2015 – ISBN 978-3-943603-17-0)
- Ferne Routen (Schönebeck: Molokoprint Verlag 2016 – ISBN 978-3-943603-21-7)
- Jürgen Ploog: Tanger Tagebuch. In: Florian Vetsch & Boris Kerenski (Hrsg.): Tanger Telegramm. Reise durch die Literaturen einer legendären marokkanischen Stadt. bilgerverlag, Zürich 2004/2017
- Kleine Pornografie des Reisens (Schönebeck: Molokoprint Verlag 2017 – ISBN 978-3-943603-40-8)
- Flesh Film (Schönebeck: Molokoprint Verlag 2018 – ISBN 978-3-943603-48-4)
- Der doppelte Horizont (Ostheim: Verlag Peter Engstler 2018 – ISBN 978-3-946685-18-0)
- Dillinger in Dahlem (Schönebeck: Molokoprint Verlag 2019 – Chapbook No. 6)
- Reisen durch die Medinas der Welt In: Ira Cohen: Alcazar – 17 Poems / 17 Gedichte (zweisprachige Ausgabe; aus dem Amerikanischen von Axel Monte & Florian Vetsch; mit einem Nachwort von Jürgen Ploog; herausgegeben von Florian Vetsch; Schönebeck: Molokoprint Verlag 2021 – ISBN 978-3-948750-00-8)
- Ploog, West End: Texte von und über Jürgen Ploog (Edition W GmbH 2025 - ISBN 978-3949671197; herausgegeben von Wolfgang Rüger und David Ploog)[5]

## Rezensionen (in Auswahl)
- Martin Jankowski: Halbschlafphantasien. Jürgen Ploog, der Meister klarer Sätze, führt gekonnt literarische Traditionen fort. In: Junge Welt. 21. Juni 2006.
- Matthyas Jenny: Cut-up-Autor Jürgen Ploog. In: Basler Magazin. 21. Oktober 1978, S. 11.
- Matthias Penzel: Hinter den Worten. Eine umfangreiche Textsammlung würdigt den Underground-Literaten Jürgen Ploog. In: Rolling Stone. 01/2005, S. 74–75.
- Arne Rautenberg: Im Hinterland der Worte. Jürgen Ploog – Deutschlands letzter Beatnik-Poet. In: Neue Zürcher Zeitung. 16. Juli 2005.
- Mark Tus: Jürgen Ploog – Straßen des Zufalls. In: Frankfurter Rundschau. 4. März 1998, S. 30.
- Jamal Tuschik: Flaneur im Fluge. Eine Gedenkveranstaltung für Jörg Fauser mit Jürgen Ploog. In:  Frankfurter Rundschau. 1. Oktober 1997.
- Uwe Wandrey: Ozonschild und Underground. Auf Atlantikflug mit LH-Flugkapitän und Autor Jürgen Ploog. In: TAZ. 9. Mai 1992.
- V/A: Erinnerungen – umfangreiches Brevier mit Texten & Interviews zum Tod von Jürgen Ploog. In: MAULhURE 8, Rodneys Underground Press, November 2020.